# Lino Barañao

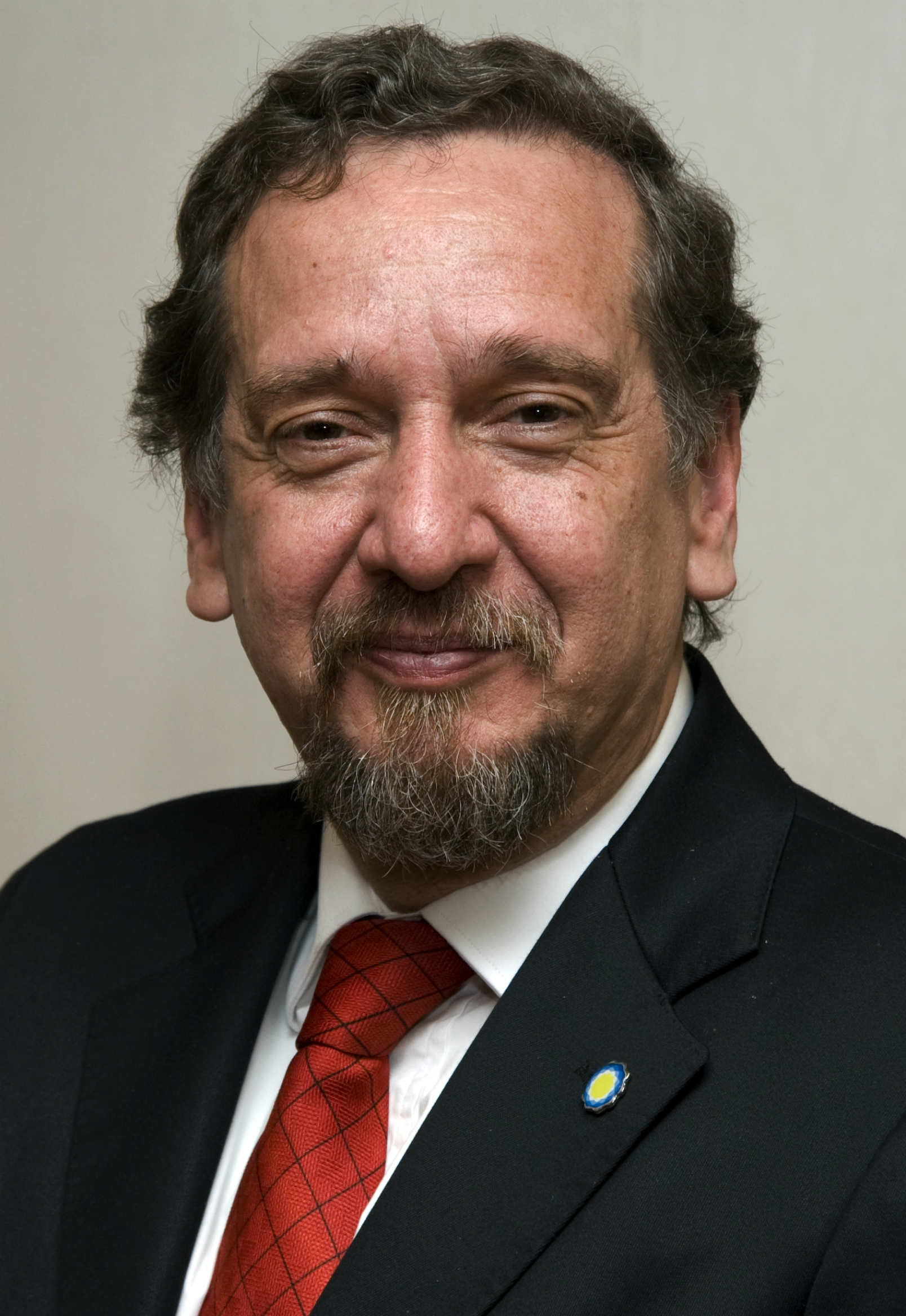
Barañao (2010)

Lino Barañao (* 28. Dezember 1953 in Buenos Aires) ist ein argentinischer Chemiker und Politiker. Er war von 2007 bis 2018 Wissenschaftsminister des Landes.

## Leben
Barañao schrieb sich 1973 an der Universität von Buenos Aires (UBA) ein, wo er 1976 mit Auszeichnung in Chemie abschloss. 1980 promovierte er in Biochemie und 1981 wurde er zum Professor ernannt. Anschließend erhielt er Stipendien am Max-Planck-Institut für Psychiatrie in München und am Milton S. Hershey Medical Center an der Pennsylvania State University. Von 1984 bis 1994 forschte er für die argentinische Forschungsförderungsoragnisation CONICET mit Schwerpunkt Reproduktionsbiologie. 1987 erhielt er den Bernardo-Houssay-Preis. Von 1995 bis 1996 amtierte er als Präsident der Argentinischen Biologischen Gesellschaft.
Von 2007 bis 2018 war er Wissenschaftsminister von Argentinien und damit der einzige Minister der sowohl unter Cristina Fernández als auch Mauricio Macri amtierte. Im September 2018 wurde das Ministerio de Ciencia, Tecnología e Innovación Productiva aufgelöst und dem neuen Ministerio de Educación, Cultura, Ciencia y Tecnología unter Alejandro Finocchiaro zugeschlagen.